# Congregation (álbum)
Congregation é o terceiro álbum da banda The Afghan Whigs, lançado em 1992.
| Críticas profissionais                                                      | Críticas profissionais |
| Avaliações da crítica                                                       | Avaliações da crítica  |
| Fonte                                                                       | Avaliação              |
| --------------------------------------------------------------------------- | ---------------------- |
| Allmusic                                                                    | [ 1 ]                  |
| Esta tabela precisa de ser acompanhada por texto em prosa. Consulte o guia. |                        |

## Faixas
Todas as faixas foram compostas por Greg Dulli, exceto onde indicado.
| N.º | Título                                               | Duração |  |
| 1.  | "Her Against Me"                                     | 0:47    |  |
| 2.  | "I'm Her Slave"                                      | 2:59    |  |
| 3.  | "Turn On The Water" (Dulli, Curley, Earle, McCollum) | 4:18    |  |
| 4.  | "Conjure Me" (Dulli, Curley, Earle, McCollum)        | 4:03    |  |
| 5.  | "Kiss The Floor" (Dulli, McCollum)                   | 4:00    |  |
| 6.  | "Congregation" (Dulli, McCollum)                     | 4:27    |  |
| 7.  | "This Is My Confession"                              | 3:13    |  |
| 8.  | "Dedicate It"                                        | 3:22    |  |
| 9.  | "The Temple" (Andrew Lloyd Webber, Tim Rice)         | 4:06    |  |
| 10. | "Let Me Lie To You"                                  | 4:36    |  |
| 11. | "Tonight"                                            | 3:41    |  |
| 12. | "Miles Iz Ded" (Faixa não listada)                   | 2:59    |  |

## Créditos

### Integrantes
- Greg Dulli: guitarra, vocal
- Rick McCollum: guitarra
- John Curley: baixo
- Steve Earle: bateria, percussão

### Equipe adicional
- Jack Skinner: masterização
- Miss Ruby Belle: vocal
- Lance: piano, vocal
- Shawn Smith: vocal
- Ross Ian Stein: produção, engenharia de som
- Shecky Stein: piano
- Larry Brewer: engenharia de som
- Caroline DeVita: design
- Chris Cuffaro: fotografia
- Rick & Bubba: vocal